# デルタ・レディ
「デルタ・レディ」（Delta Lady）は、アメリカ合衆国のロック・ミュージシャンであるレオン・ラッセルが1969年に作詞・作曲した楽曲。同年、イングランドの歌手ジョー・コッカーによって歌われてシングル・ヒットした。

## ジョー・コッカーによるオリジナル・ヴァージョン
コッカーが1969年に発表したセカンド・アルバム『『ジョー・コッカー&レオン・ラッセル』（Joe Cocker!）に収録された。ラッセルが当時交際していた歌手リタ・クーリッジをモチーフとして書いた曲で、レコーディングにはラッセルとクーリッジも参加した。
同年シングルカットされ、全英シングルチャートで10位に達し、彼にとってビートルズのカヴァー「心の友」に続く2作目の全英トップ10シングルとなった。アメリカでは11月8日付のBillboard Hot 100で69位を記録した。
タイトルはクーリッジのニック・ネームになり、コッカーはライヴ・アルバム『マッド・ドッグス&イングリッシュメン』（1970年）で参加メンバーの彼女を「私達のデルタ・レディ」と紹介した。

## カヴァー

### レオン・ラッセル
作者ラッセルも本曲を自ら録音して、1970年に発表したアルバム『レオン・ラッセル』に収録した。

### その他
- リック・ウェイクマン - アルバム『Piano Vibrations』（1971年）に収録[6]。
- マデリン・ベル（英語版） - アルバム『This Is One Girl』（1976年）に収録[7]。
- ジョー・コッカー - アルバム『オーガニック』（1996年）に再録音を収録[8]。
- ミッキー・トーマス - アルバム『Marauder』（2011年）に収録[9]。